# Mesochorus pektusanus
Mesochorus pektusanus là một loài tò vò trong họ Ichneumonidae.